# Alboglossiphonia multistriata
Alboglossiphonia multistriata (лат.) — вид плоских пиявок (Glossiphoniidae).

## Описание
Общая длина Alboglossiphonia multistriata в живом состоянии изменчива, у фиксированных особей составляет в среднем 5,5 мм, ширина 2,9 мм. Тело листообразное, уплощённое в спинно-брюшном направлении, шероховатое, но без сосочков.
Окраска тела достаточно яркая, на спинной стороне заметно большое количество узких продольных полос, проходящих по всей длине. Между глазами имеется два неправильно-полукруглых пятна тёмно-коричневого, ещё одно пятно сходной формы наблюдается на задней присоске. Сохранившиеся фиксированные экземпляры обладают серо-зелёной окраской.
Тело сегментированное. Сегменты I—III и XXVI—XXVII состоят из 1 кольца, сегменты IV и XXV — из двух колец, сегменты V—XXIV — из трёх колец. Первые 6 колец неполные с брюшной стороны и образуют переднюю присоску. Всего тело насчитывает 69 колец.
На переднем конце тела имеется три пары глаз, глаза передней пары (сегмент IV) сильно сближены и неразличимы по отдельности. Между глазами как второй, так и третьей пары расстояние широкое, однако с каждой стороны глаз второй пары сближается с глазом третьей пары (сегмент V).
Имеется мускулистый хобот, кзади простирающийся до XIII сегмента. Затем следует короткий пищевод, расширяющийся в желудок на границе XIV/XV сегментов. Желудок образует 5 пар карманов (отростков) в XV—XIX сегментах, причём пятая пара простирается назад вдоль кишечника вплоть до XXVI сегмента; каждый карман разделяется на 5—8 лопастей. На границе XIX/XX сегментов находится пилорический сфинктер, разделяющий желудок и кишечник, продолжающийся до XXV сегмента и образующий также 4 пары неразветвлённых карманов, а затем переходящий в прямую кишку (сегменты XXV—XXVII), открывающуюся анальным отверстием в последнем сегменте. Слюнные железы диффузные, разбросаны среди соединительной ткани, окружающей кишечник в области XXIV сегмента; их протоки двумя пучками впадают в стенку кишечника в XIII сегменте.
Относительно количества пар карманов желудка сообщается, что их количество (для всех остальных Glossiphonia и Alboglossiphonia показано наличие хотя бы 6) может быть признаком исключительно незрелых (ювенильных) особей, которые были исследованы, однако у всех представителей вида, собранных за 3 года в трёх водоёмах, было только 5 пар. Впрочем, сообщается о нахождении более крупных особей, чем те, что были изучены на предмет внутреннего строения. Предполагается, что неразвитой остаётся первая, наиболее передняя пара.
Насчитывается 15 пар нефридиев в VIII—XI и XIII—XXIII сегментах. Нефридиопоры снаружи не заметны.
Гермафродиты. Имеются семенной и яйцевой мешки. Мужское и женское половые отверстия (гонопоры) разделены 1 кольцом (мужская гонопора расположена между XI и XII сегментами, женская — на XII сегменте). Семенные мешки крупные, неправильной формы, от них в боковом направлении отходят узкие выносящие канальца, впадающие в семявыносящий проток. В XII сегменте он утолщается и затем поворачивает назад, в области XVI сегмента образуя семяизвергательный канал, достигающий XI сегмента, где переходит в рога атриума, заканчивающегося мужской гонопорой, окружённой вздутыми губами. Женская половая система представлена парой яйцеводов (сегменты XII—XIII), соединяющихся в короткое влагалище, заканчивающееся малозаметной женской гонопорой.

## Образ жизни
Пресноводный вид, обитает в небольших озёрах и медленно текущих реках. В неволе показано сосуществование с Alboglossiphonia heteroclita, питание брюхоногими моллюсками и червями.

## Распространение
Все особи данного вида были обнаружены на территории региона Кентербери в Новой Зеландии, в трёх водоёмах — реке Эйвон, озёрах Сара и Раупо.

## Таксономия
Молекулярные данные отсутствуют. Изначально (до выделения рода Alboglossiphonia) была описана в составе рода Glossiphonia, указывалось предположение о родстве с Alboglossiphonia australiensis и Alboglossiphonia novaecaledoniae. Высказывалось также предположение о возможной принадлежности к отдельному роду на основании наличия всего 5 пар карманов желудка, однако однозначный вывод не может быть сделан до обнаружения достоверно зрелых особей. Впоследствии на основании морфологических и зоогеографических соображений была причисленна к группе видов, в которую входят Alboglossiphonia australiensis, Alboglossiphonia conjugata, Alboglossiphonia intermedia, Alboglossiphonia mesembrina, Alboglossiphonia novaecaledoniae. В частности, для всех этих видов характерно наличие 1 кольца между гонопорами и распространение в Африке, Австралии и Южной Америке.
Голотип и паратипы, зафиксированные в 70%-ном этиловом спирте, хранятся в коллекции зоологического факультета Университета Виктории в Веллингтоне (Новая Зеландия).